# Fabián Marulanda López
Fabián Marulanda López (* 27. Dezember 1933 in Marulanda) ist ein kolumbianischer Geistlicher der Römisch-katholischen Kirche und Altbischof von Florencia.

## Leben
Fabián Marulanda López empfing am 20. November 1960 die Priesterweihe. Papst Johannes Paul II. ernannte ihn am 15. Juli 1986 zum Titularbischof von Pederodiana und zum Weihbischof in Ibagué.
Die Bischofsweihe spendete ihm der Erzbischof von Ibagué, José Joaquín Flórez Hernández, am 6. November desselben Jahres; Mitkonsekratoren waren Hernando Rojas Ramirez, Bischof von Neiva, und José Agustín Valbuena Jáuregui, Bischof von Valledupar. 
Am 22. Dezember 1989 wurde er zum Bischof von Florencia ernannt. Von seinem Amt trat er am 19. Juli 2002 zurück.